# David Chepkwony Kiptanui

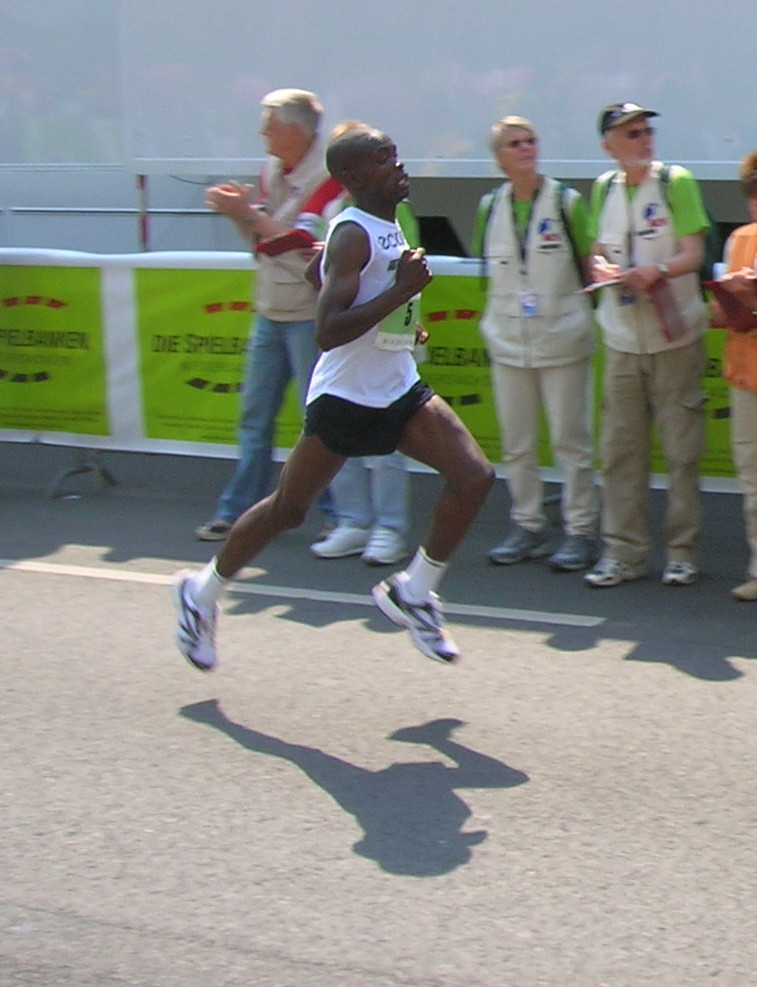
David Chepkwony Kiptanui, Hannover, 2006

David Chepkwony Kiptanui (* 1977) ist ein kenianischer Langstreckenläufer, der sich auf den Marathon spezialisiert hat. 
2002 und 2004 gewann er den Istanbul-Marathon und 2006 den Hannover-Marathon. Seine Bestzeit von 2:11:13 stellte er 2006 als Dritter des Treviso-Marathons auf.